# 한안국 (차군)
한안국(韓安國, ? ~ ?)은 전한 후기의 관료로, 자는 차군(次君)이다.

## 행적
영광 2년(기원전 42년), 강족이 난리를 일으키니, 원제는 광록훈 풍봉세에게 진압을 명하였고, 태상 임천추를 딸려 보내 이를 돕게 하였다. 풍봉세 등은 10월에 농서에 집결하여 한 달만에 진압하였다.
진압이 채 끝나기 전에, 조정에서는 다시 병사 만여 명을 모아 정양태수 한안국을 건위장군(建威將軍)에 임명하여 풍봉세를 돕게 하였는데, 출진한 한안국은 강족이 격파되었다는 소식을 듣고 회군하였다. 원제는 일단 병사를 해산시키고, 둔전을 하여 대비하게 하였다.

## 출전
- 반고, 《한서》 권79 풍봉세전